# Wilhelm Moberg
Wilhelm Reinhold Moberg (ur. 19 listopada 1898 w Malmö, zm. 23 grudnia 1977 w Djursholmie) – szwedzki żeglarz, olimpijczyk.
Na regatach rozegranych podczas Letnich Igrzysk Olimpijskich 1936 wystąpił w klasie 8 metrów zajmując 4. pozycję. Załogę jachtu Ilderim tworzyli również Marcus Wallenberg, Tore Holm, Per Gedda, Detlow von Braun i Bo Westerberg.